# Chris Damned
Chris Damned (ur. 16 marca 1993 w Los Angeles) – francuski aktor pornograficzny. 
W czerwcu 2021 odebrał statuetkę Grabby Award dla najlepszego debiutanta. 

## Życiorys

### Wczesne lata
Urodził się w rodzinie Francuzów pochodzenia ormiańskiego. Dorastał w Marsylii. Wychowywała go samotna matka, która pracowała w salonie fryzjerskim. Uczęszczał na zajęcia z szermierki. Gdy miał 15 lat jego matka zmarła na HIV. Po śmierci matki jako nastolatek czuł się bezwartościowy, bezużyteczny, wstydził się i chciał umrzeć. Próbował skontaktować się telefonicznie ze swoim ojcem, ale ten odłożył słuchawkę, a następnie zmienił numer i nigdy nie oddzwonił.
Po dwóch tygodniach pracy w McDonald’s został zwolniony. Potem dostał pracę w restauracji w Paryżu. Pracował też w handlu sprzedając odzież. Dorabiał jako „pan do towarzystwa” w amerykańskiej firmie Man Servants. Był modelem, mając nadzieję, że z czasem stanie się aktorem głównego nurtu.

### Kariera
Został odkryty przez branżę porno po opublikowaniu nagich zdjęć w mediach społecznościowych. Karierę w gejowskiej branży porno rozpoczął w 2019, kręcąc sceny do serii Family Dick i Young Perps, tuż przed pandemią COVID-19. Stał się popularny na OnlyFans i Twitterze. 
We wrześniu 2020 zadebiutował przed kamerami w filmie wytwórni Raging Stallion No Tell Motel jako aktyw w scenie z Dillonem Diazem i w scenie masturbacji. Następnie zaczął występować wyłącznie jako aktyw w produkcjach Men, ActiveDuty, Next Door Studios, AdultTime.com, Sean Cody Men, Bromo.com, Disruptive Films, SayUncle, TopFanVids.com, Kink.com, Mile High, Trailer Trash Boys i Trans Angels. Był obsadzony jako pasyw w kilku produkcjach Raw Fuck Club.
W styczniu 2021 był na czwartym miejscu listy Adult Entertainment Broadcast Network „Najlepszych gwiazd porno 2021 roku”, pod względem sprzedaży scen i filmów, w kwietniu 2021 zajął trzecie miejsce na liście AEBN „Najlepiej sprzedających się gwiazd porno pierwszego kwartału 2021”, a w kwietniu 2022 był na piątym miejscu listy AEBN „Najlepiej sprzedających się gwiazd porno pierwszego kwartału 2022”.
Charakteryzują go liczne tatuaże na ciele, m.in. litery „LJBK” oraz "1958" na klatce piersiowej.

## Nagrody i nominacje
| Rok  | Nagroda             | Kategoria                                          | Film                              | Inni wykonawcy                                                                                               | Rezultat  |
| ---- | ------------------- | -------------------------------------------------- | --------------------------------- | --- | --------- |
| 2020 | Str8UpGayPorn Award | Najlepszy debiutant                                | –                                 | – | Nominacja |
| 2021 | GayVN Award         | Najlepszy debiutant                                | –                                 | – | Nominacja |
| 2021 | Fleshbot Award      | Najlepsza gejowska scena seksu                     | Dale Gets Damned (2020)           | Dale Savage                                                                                                  | Nominacja |
| 2021 | Fleshbot Award      | Najlepsza gejowska scena seksu grupowego           | Get A Room Too (2020)             | Alpha Wolfe, Beau Butler, Rodrigo Amor, Reign, Ian Holms i Chad Hammer                                       | Nominacja |
| 2021 | Grabby Award        | Najlepszy debiutant                                | –                                 | – | Wygrana   |
| 2021 | Grabby Award        | Najgorętszy aktyw                                  | –                                 | – | Nominacja |
| 2022 | Raven’s Eden Award  | Najgorętszy palacz                                 | –                                 | – | Wygrana   |
| 2022 | Str8UpGayPorn Award | Wykonawca roku                                     | –                                 | – | Nominacja |
| 2022 | Str8UpGayPorn Award | Wystrzałowy wytrysk                                | Big Fuck-Up in the Kitchen (2021) | JJ Knight i Jack Hunter                                                                                      | Wygrana   |
| 2022 | GayVN Award         | Wykonawca roku                                     | –                                 | – | Nominacja |
| 2022 | GayVN Award         | Najlepsza scena fetyszowa                          | Maniacal (2021)                   | Devin Franco                                                                                                 | Nominacja |
| 2022 | GayVN Award         | Najlepsza scena seksu grupowego                    | Arborists 2 (2020)                | Drew Sebastian, Joel Someone i Marco Napoli                                                                  | Nominacja |
| 2022 | GayVN Award         | Najlepsza scena seksu grupowego                    | Last Course (2021)                | Dakota Payne, Dante Colle, Jim Fit, Johnny Ford, Michael Boston i Michael DelRay                             | Nominacja |
| 2022 | XBIZ Award          | Najlepsza gejowska scena seksu                     | Last Course (2021)                | Dakota Payne, Dante Colle, Jim Fit, Johnny Ford, Michael Boston i Michael DelRay                             | Nominacja |
| 2022 | XBIZ Award          | Gejowski wykonawca roku                            | –                                 | – | Nominacja |
| 2022 | Cybersocket Award   | Wersje mocy roku                                   | –                                 | – | Wygrana   |
| 2022 | Cybersocket Award   | Wykonawca roku                                     | –                                 | – | Nominacja |
| 2022 | Cybersocket Award   | Najlepsza scena seksu grupowego                    | Last Course Act 3 (2021)          | Dakota Payne, Dante Colle, Jim Fit, Johnny Ford, Michael Boston i Michael DelRay                             | Nominacja |
| 2022 | Fleshbot Award      | Najlepszy film                                     | Ride or Die: Hard Time (2021)     | Pierce Paris, Dillon Diaz, Alpha Wolfe, Drew Valentino, Cole Connor, Bennett Anthony, Drew Sebastian i Reign | Wygrana   |
| 2022 | Grabby Award        | Wykonawca roku                                     | –                                 | – | Nominacja |
| 2022 | Grabby Award        | Najlepszy wszechstronny wykonawca                  | –                                 | – | Nominacja |
| 2022 | Grabby Award        | Najlepsza scena seksu grupowego                    | Get a Room Too (2021)             | Alpha Wolfe, Beau Butler i Isaac X                                                                           | Nominacja |
| 2022 | XBIZ Cam Award      | Najlepsza gwiazda mediów społecznościowych premium | –                                 | – | Nominacja |
| 2022 | AltPorn Award       | Najlepsza scena gonzo                              | Peach Cake (2021)                 | April Olsen i Siri Dahl                                                                                      | Nominacja |
| 2022 | AltPorn Award       | Najlepszy wykonawca roku                           | –                                 | – | Nominacja |
| 2023 | GayVN Award         | Nagroda fanów: Ulubiony dominant                   | –                                 | – | Wygrana   |
| 2023 | GayVN Award         | Nagroda fanów: Ulubiona męska współpraca twórców   | –                                 | Christian Styles                                                                                             | Wygrana   |
| 2024 | GayVN Award         | Nagroda fanów: Ulubiony dominant                   | –                                 | – | Nominacja |